# Jordbävningen i Edgecumbe 1987
Jordbävningen i Edgecumbe 1987 var en jordbävning uppmätt till 6,3 på Richterskalan, som inträffade i området kring Plentybukten i Nya Zeeland den 2 mars 1987 efter klockan 1:42, med sitt centrum nära staden Edgecumbe. Jordbävningen hade uppskattningsvis sitt centrum kring 8 kilometer från jordens yta. Jordbävningen var en av de mest förödande i Nya Zeeland på decennier, och förstörde cirka 50% av husen i Edgecumbe. Stor skada orsakades också på en lokal mjölkfabrik, där lagringstankarna välte. Kawerau var en annan närliggande stad som skadades stort, och även Whakatane upplevde svåra skalv.
Ingen person dödades, dock omkom en person efter en hjärtattack, som antas ha berott på jordbävningen. Ett förskalv några minuter innan hade skurit av kraftledningarna, och många hade lämnat industrier och hem. Det största efterskalvet uppmättes till 5,2 och inträffade klockan 13:52.
En sju kilometer lång spricka i jordskorpan öppnades på Rangitaikislätten nära Edgecumbe efter jordbävningen. Den kallas nu  'Edgecumbeförkastningen'. På ett ställe sjönk marken 2 meter.
Epicentrum var beläget syd-sydost om staden Matata, eller 15 kilometer nord-nordväst om Edgecumbe.  De intensiva skakningarna i marken, orsakade av jordbävningen, orsakade ett stort antal synliga ytförändringar som sandgropar, splittrade åstoppar och laviner i brantare lutningar.

### Fotnoter
1. ↑  McSaveney, Eileen (1 december 2010). ”Historic earthquakes - The 1987 Edgecumbe earthquake”. Te Ara - the Encyclopedia of New Zealand. http://www.teara.govt.nz/en/historic-earthquakes/11. Läst 13 februari 2011.
2. ↑  ”1987 Edgecumbe earthquake”. Rumblings Issue 19. Earthquake Commission. 1 juli 2009. Arkiverad från originalet den 2 januari 2011. https://web.archive.org/web/20110102105205/http://eqc.govt.nz/downloads/pdfs/newsletters/Rumblings-19-july.pdf. Läst 13 februari 2011.
3. ↑  ”M 6.5, Edgecumbe, 2 mars 1987”. GeoNet. Arkiverad från originalet den 5 mars 2011. https://web.archive.org/web/20110305104013/http://www.geonet.org.nz/earthquake/historic-earthquakes/top-nz/quake-10.html. Läst 13 februari 2011.
4. ↑  ”Earthquake: Edgecumbe”. Christchurch City Libraries. http://christchurchcitylibraries.com/Kids/NZDisasters/Edgecumbe.asp. Läst 13 februari 2011.
5. ↑  New Zealand Department of Scientific and Industrial Research Staff (26 februari 1987). ”The March 2, 1987, Earthquake Near Edgecumbe, North Island, New Zealand”. Eos "68":  ss. 1162–1171.
6. ↑  Franks, C.A.M. (26 februari 1988). ”Engineering geological aspects of the Edgecumbe, New Zealand earthquake of 2 March 1987”. Quarterly Journal of Engineering Geology "21":  ss. 337–345. doi:10.1144/GSL.QJEG.1988.021.04.06.